# Френсіс Крік
Фре́нсіс Га́ррі Ко́мптон Крік OM, FRS (англ. Francis Harry Compton Crick, 8 червня 1916, Вестон-Фавелл, Нортгемптоншир — 28 липня 2004, Сан-Дієго, Каліфорнія) — британський молекулярний біолог, фізик і нейробіолог, найбільш відомий за науковий внесок у встановлення структури молекули ДНК в 1953 році.
Він, разом із Джеймсом Вотсоном і Морісом Вілкінсом, був нагороджений Нобелівською премією з фізіології та медицини 1962 року «за свої відкриття в галузі молекулярної структури нуклеїнових кислот та їх значення для передачі інформації в живому матеріалі». Після цього він працював в Лабораторії молекулярної біології Британської медичної ради до 1977 року. Протягом залишку своєї кар'єри він працював і займав пост почесного професора в Сальківському інституті біологічних досліджень у місті Ла-Хоя (Каліфорнія). Він залишився на цьому посту до своєї смерті — за словами свого співробітника Крістофа Коха «він редагував рукопис на передсмертному ліжку, учений до кінця».

## Біографія
Під час Другої світової війни Крік перервав свою освіту, щоб працювати фізиком у розробці магнітних мін для використання у морській війні, але згодом він звернувся до біології в дослідницькій лабораторії Strangeways Кембридзького університету (1947). Зацікавившись першопрохідними зусиллями щодо визначення тривимірних структур великих молекул, знайдених у живих організмах, він перейшов до відділу ради медичних досліджень університету в Кавендішських лабораторіях у 1949 році.
У 1951 році, коли американський біолог Джеймс Вотсон прибув до лабораторії, було відомо, що загадкові нуклеїнові кислоти, особливо ДНК, відіграють центральну роль у спадковому визначенні структури та функції кожної клітини. Вотсон переконав Крика, що знання тривимірної структури ДНК допоможе очевидна спадкова роль. Використовуючи рентгенівські дослідження ДНК, проведені Уілкінсом, та рентгенівські дифракційні знімки, створені Розаліндою Франклін, Вотсон і Крік змогли побудувати молекулярну модель, що узгоджується з відомими фізичними та хімічними властивостями ДНК. Модель складалася з двох переплетених гвинтових (спіральних) цукрофосфатних ниток, переплетених горизонтально плоскими органічними основами. Вотсон і Крік припустили, що, якби нитки були розділені, кожна з них слугуватиме шаблоном (шаблоном) для утворення, з малих молекул у клітині, нової сестринської нитки, ідентичної її колишньому партнеру. Цей процес копіювання пояснюється реплікації з гена, і, врешті-решт, хромосома, як відомо, відбувається в діленні клітин. Їхня модель також вказувала на те, що послідовність основ уздовж молекули ДНК означає щось такекод, «читаний» клітинним механізмом, який переводить його в специфічні білки, відповідальні за конкретну структуру та функцію клітини[що?].
До 1961 року у Кріка були докази того, що кожна група з трьох основ (кодон) на одній ланцюжку ДНК позначає положення певної амінокислоти на основі білкової молекули. Він також допоміг визначити, які кодони кодують кожну з 20 амінокислот, які зазвичай містяться в білках, і таким чином допоміг прояснити спосіб, у який клітина в кінцевому підсумку використовує «повідомлення» ДНК для побудови білків. З 1977 року до своєї смерті Крік обіймав посаду видатного професора Інституту біологічних досліджень Солка в Сан-Дієго, Каліфорнія, де проводив дослідження неврологічних основ свідомості. Його книга «Of Molecules and Men» (1966) обговорює наслідки революції в молекулярній біології. «What Mad Pursuit: A Personal View of Scientific Discovery» було опубліковано в 1988 році. У 1991 році Крік отримав орден «За заслуги».

## Релігійні погляди
Він вважав себе скептиком та агностиком із «сильним нахилом до атеїзму».

## Книги
- Про молекули та людей (Prometheus Books, 2004; original edition 1967) ISBN 1-59102-185-5
- Життя, яке воно є: Його походження та сутність (Simon & Schuster, 1981) ISBN 0-671-25562-2
- Яка ж дика погоня: Особистий погляд на наукове відкриття (Basic Books reprint edition, 1990) ISBN 0-465-09138-5
- Дивовижні гіпотези: Науковий пошук душі (Scribner reprint edition, 1995) ISBN 0-684-80158-2

## Виноски
1. 1 2 3 4 5 6  https://www.biography.com/people/francis-crick-9261484
2. ↑  Francis Crick Biography // Biography: Historical & Celebrity Profiles
3. ↑  Google Books — 2005. — С. 97.
4. ↑  Нобелівська премія з фізіології і медицини 1962. Сайт Нобелівського комітету.
5. ↑  Shermer, Michael (30 липня 2004). Astonishing Mind: Francis Crick 1916–2004. Skeptics Society. Архів оригіналу за 25 червня 2013. Процитовано 25 серпня 2006.
6. ↑  Francis Crick | Biography, Discovery, Nobel Prize, & Facts | Britannica. www.britannica.com (англ.). Процитовано 9 грудня 2021.
7. ↑  Crick (1990) p. 10: Crick described himself as agnostic, with a «strong inclination towards atheism».